# Kaiji: The Ultimate Gambler
Kaiji: The Ultimate Gambler (カイジ / カイジ 人生逆転ゲーム ?, Kaiji: Jinsei gyakuten gêmu) è un film del 2009, diretto da Tôya Satô.
Il film, che riprende l'opera di Nobuyuki Fukumoto, Kaiji, è stato presentato alla decima edizione del Nippon Connection tenutasi dal 14 al 19 aprile 2010.
Un 2° film dal titolo Kaiji 2 è uscito nel 2011.

## Trama
Il protagonista Kaiji Ito viene convinto da Rinko Endo a partecipare ad un gioco organizzato in una nave per poter pagare i suoi debiti. Pur superando gli avversari che si ritrova, non riesce però a vincere la prova, trovandosi con debiti maggiori rispetto all'inizio.
Per pagarli, Kaiji è costretto ai lavori forzati, ma comprende che non riuscirà mai a racimolare tanto denaro e decide quindi di superare una prova ardua: quella di attraversare la piccola struttura che unisce due altissime costruzioni nel centro della città, insieme ad altri individui che falliscono la prova. Kaiji si ritrova di fronte ai capi dell'organizzazione che lo avevano messo ad affrontare prove tanto rischiose e sfida il numero due, Yukio Tonegawa. Il gioco scelto è una gara psicologica attraverso un gioco di carte dove Tonegawa utilizza dei trucchi per assicurarsi la vittoria. Solo con l'aiuto di Endo riuscirà ad avere una possibilità di vittoria.

## Differenza fra manga e film
Nell'opera di Fukumoto Kaiji vince la gara, anche se successivamente si vedrà costretto ad accettare un'altra loro scommessa, Kaiji qui viene contattato da una donna che alla fine lo imbroglierà, mentre nel manga è un uomo con cui molto tempo dopo stringerà un'alleanza. Nel film Kazutaka Hyoto ha una piccola parte mentre nell'opera viene sfidato da Kaiji.

## Produzione
Nell'ottobre 2008, è stato annunciato che il film sarebbe stato diretto da Tōya Satō e Tatsuya Fujiwara avrebbe interpretato Kaiji Itō. La Watarase Film Commission, un'organizzazione non governativa che sostiene la produzione cinematografica, ha pubblicato un casting per 70 uomini di età compresa tra i 20 e i 40 anni per essere comparse per interpretare i concorrenti del gioco "ristretto sasso-carta-forbici".

## Colonna sonora
Yugo Kanno ha composto la musica per il film. La colonna sonora originale è stata pubblicata il 7 ottobre 2009. Due canzoni della cantautrice pop giapponese Yui sono state inserite nel film, "It's All Too Much" e "Never Say Die", usate rispettivamente come sigla e inserto. 

## Distribuzione
Kaiji è uscito nelle sale cinematografiche il 10 ottobre 2009 in Giappone. È stato pubblicato in Blu-ray e DVD il 9 aprile 2010.
Nel Regno Unito, il film è stato distribuito in DVD da 4Digital Media con il titolo Kaiji: The Ultimate Gambler il 26 luglio 2010. 

## Accoglienza
Nel settembre 2011, Goo Ranking ha condotto un sondaggio web su "Live-Action Manga / Anime Adaptations That Worked" e Kaiji si è classificato #6 su 38 adattamenti live-action.

### Incassi
Il film è diventato il sedicesimo film giapponese di maggior incasso del 2009, guadagnando 2,25 miliardi di yen (25 milioni di dollari) al botteghino giapponese quell'anno. [] All'estero, il film ha incassato $ 460.073, portando il totale mondiale del film a $ 25.460.073.

### Critica
Carlo Santos di Anime News Network ha classificato Kaiji: The Ultimate Gambler come C. Santos ha scritto che i maggiori punti di forza del film sono il gioco psicologico e la teoria dei giochi d'azzardo, preservando lo spirito dell'opera originale. Ha criticato la caratterizzazione unidimensionale dei personaggi, gli scenari "artificiali" a camera chiusa e la messa in scena "artificiosa" di "eroe della classe operaia contro il vecchio ricco malvagio", affermando che Kaiji potrebbe essere etichettato come una "fantasia". Santos ha anche menzionato i cambiamenti rispetto al lavoro originale e le "goffe manovre della trama" per rendere gli eventi adatti al lasso di tempo di due ore del film. Chris MaGee di Toronto J-Film Pow-Wow ha descritto il film come un "mix molto scomodo" tra il commento sociale del film del 2009 Kani Kōsen, il primo ruolo da protagonista di Tatsuya Fujiwara nel film del 2000 Battle Royale e spettacoli televisivi di poker. Ha criticato la recitazione "sopra le righe" di Fujiwara, Ken'ichi Matsuyama e Teruyuki Kagawa, affermando che "William Shatner finirebbe per dire a Kagawa che potrebbe essere una buona idea ridurre un po' le cose. Sembra che nel mondo di Kaiji più equivalga sempre a meglio." Ha concluso: "Ho potuto solo vedere il regista Toya Sato e i produttori di Kaiji il film intrattenuti dalle sue strategie di game show e iper-drammatici. Per quelli di noi abbastanza sfortunati da essere seduti tra il pubblico, l'intera esperienza è semplicemente dolorosa. Non per dare spoiler, ma il fatto che il finale del film lasci le cose spalancate per un sequel o sequel mi fa rabbrividire. 